# Puchar Ameryki Południowej w narciarstwie alpejskim kobiet 2014
Puchar Ameryki Południowej w narciarstwie alpejskim kobiet w sezonie 2014 będzie kolejną edycją tego cyklu. Pierwsze zawody odbyły się 12 sierpnia 2014 roku w argentyńskim Cerro Catedral, a ostatnie zostaną rozegrane 19 września 2014 roku w chilijskim El Colorado.

## Podium zawodów

### Indywidualnie
| Lp  | Data             | Miejscowość    | Dyscyplina      | 1. Miejsce        | 2. Miejsce        | 3. Miejsce        |
| --- | ---------------- | -------------- | --------------- | ----------------- | ----------------- | ----------------- |
| 1.  | 12 sierpnia 2014 | Cerro Catedral | Slalom          | Salome Bancora    | Manuela Roncallo  | Maria Grampa      |
| 2.  | 13 sierpnia 2014 | Cerro Catedral | Gigant          | Maria Grampa      | Karell Mestrallet | Nicol Gastaldi    |
| 3.  | 18 sierpnia 2014 | Antillanca     | Slalom          | Salome Bancora    | Noelle Barahona   | Mathilde Nelles   |
| 4.  | 19 sierpnia 2014 | Chapelco       | Gigant          | Zawody odwołane   | Zawody odwołane   | Zawody odwołane   |
| 5.  | 30 sierpnia 2014 | El Colorado    | Gigant          | Salome Bancora    | Manon Campillo    | Ania Monica Caill |
| 6.  | 31 sierpnia 2014 | La Parva       | Slalom          | Salome Bancora    | Nicol Gastaldi    | Manon Campillo    |
| 7.  | 3 września 2014  | La Parva       | Zjazd           | Ania Monica Caill | Noelle Barahona   | Manon Campillo    |
| 8.  | 4 września 2014  | La Parva       | Zjazd           | Ania Monica Caill | Noelle Barahona   | Cara Brown        |
| 9.  | 5 września 2014  | La Parva       | Superkombinacja | Cara Brown        | Ania Monica Caill | Noelle Barahona   |
| 10. | 11 września 2014 | Cerro Castor   | Slalom          | Anémone Marmottan | Laurie Mougel     | Michelle Gisin    |
| 11. | 13 września 2014 | Cerro Castor   | Gigant          | Jasmina Suter     | Šárka Strachová   | Wendy Holdener    |
| 12. | 18 września 2014 | El Colorado    | Zjazd           | Zawody odwołane   | Zawody odwołane   | Zawody odwołane   |
| 13. | 18 września 2014 | El Colorado    | Supergigant     | Jéromine Géroudet | Romane Miradoli   | Noemie Larrouy    |
| 14. | 18 września 2014 | El Colorado    | Superkombinacja | Noelle Barahona   | Adrienne Poitras  | Carmina Pallas    |
| 15. | 18 września 2014 | El Colorado    | Supergigant     | Gaelle Reiller    | Jéromine Géroudet | Noemie Larrouy    |
| 16. | 19 września 2014 | El Colorado    | Zjazd I         | Jéromine Géroudet | Noemie Larrouy    | Gaelle Reiller    |
| 17. | 19 września 2014 | El Colorado    | Zjazd II        | Jéromine Géroudet | Margot Bailet     | Noemie Larrouy    |

## Klasyfikacje
| Lp. | Zawodniczka       | Punkty |
| --- | ----------------- | ------ |
| 1.  | Noelle Barahona   | 721    |
| 2.  | Salome Bancora    | 544    |
| 3.  | Jéromine Géroudet | 380    |
| 4.  | Ania Monica Caill | 369    |
| 5.  | Manon Campillo    | 295    |
| 6.  | Cara Brown        | 270    |
| 7.  | Noemie Larrouy    | 260    |
| 7.  | Gaelle Reiller    | 260    |
| 9.  | Nicol Gastaldi    | 250    |
| 10. | Maria Grampa      | 232    |

| Lp. | Zawodniczka       | Punkty |
| --- | ----------------- | ------ |
| 1.  | Noelle Barahona   | 215    |
| 2.  | Jéromine Géroudet | 200    |
| 2.  | Ania Monica Caill | 200    |
| 4.  | Noemie Larrouy    | 140    |
| 5.  | Margot Bailet     | 130    |
| 6.  | Manon Campillo    | 110    |
| 6.  | Cara Brown        | 110    |
| 6.  | Gaelle Reiller    | 110    |
| 9.  | Marion Pellissier | 85     |
| 10. | Laura Gauché      | 81     |

| Lp. | Zawodniczka       | Punkty |
| --- | ----------------- | ------ |
| 1.  | Jéromine Géroudet | 180    |
| 2.  | Gaelle Reiller    | 150    |
| 3.  | Noemie Larrouy    | 120    |
| 4.  | Noelle Barahona   | 115    |
| 5.  | Cara Brown        | 100    |
| 6.  | Margot Bailet     | 95     |
| 7.  | Ania Monica Caill | 80     |
| 7.  | Laura Gauché      | 80     |
| 7.  | Romane Miradoli   | 80     |
| 10. | Marine Gauthier   | 77     |

| Lp. | Zawodniczka       | Punkty |
| --- | ----------------- | ------ |
| 1.  | Salome Bancora    | 300    |
| 2.  | Noelle Barahona   | 191    |
| 3.  | Mathilde Nelles   | 110    |
| 4.  | Anémone Marmottan | 100    |
| 5.  | Nicol Gastaldi    | 80     |
| 5.  | Manuela Roncallo  | 80     |
| 5.  | Laurie Mougel     | 80     |
| 8.  | Manon Campillo    | 60     |
| 8.  | Maria Grampa      | 60     |
| 8.  | Michelle Gisin    | 60     |

| Lp. | Zawodniczka       | Punkty |
| --- | ----------------- | ------ |
| 1.  | Salome Bancora    | 180    |
| 2.  | Maria Grampa      | 172    |
| 3.  | Noelle Barahona   | 100    |
| 3.  | Jasmina Suter     | 100    |
| 5.  | Nicol Gastaldi    | 92     |
| 6.  | Manon Campillo    | 80     |
| 6.  | Karell Mestrallet | 80     |
| 6.  | Šárka Strachová   | 80     |
| 9.  | Ania Monica Caill | 60     |
| 9.  | Wendy Holdener    | 60     |

| Lp. | Zawodniczka       | Punkty |
| --- | ----------------- | ------ |
| 1.  | Noelle Barahona   | 100    |
| 2.  | Adrienne Poitras  | 80     |
| 3.  | Carmina Pallas    | 60     |
| 4.  | Salome Bancora    | 50     |
| 5.  | Caroline Bartlett | 45     |
| 6.  | Nicol Gastaldi    | 40     |
| 7.  | Hannah Melinchuk  | 36     |
| 8.  | Lexi Calcagni     | 32     |
| 9.  | Chandler Sedberry | 29     |
| 10. | Francesca English | 26     |